# Klasa okręgowa (grupa warmińsko-mazurska I)
Klasa okręgowa (grupa warmińsko-mazurska I) – jedna z dwóch grup klasy okręgowej na terenie województwa warmińsko-mazurskiego. Zwycięzcy otrzymują awans do IV ligi, gr. warmińsko-mazurskiej, natomiast najsłabsze zespoły spadają do odpowiedniej terytorialnie klasy A.

## Zwycięzcy i drużyny awansujące
| Sezon     | Zwycięzca grupy            | Pozostałe drużyny awansujące                           | Źródło |
| --------- | -------------------------- | ------------------------------------------------------ | ------ |
| 2023/2024 | Pisa Barczewo              | brak                                                   | [ 1 ]  |
| 2022/2023 | Mazur Ełk                  | brak                                                   | [ 2 ]  |
| 2021/2022 | Tęcza Biskupiec            | Rominta Gołdap                                         | [ 3 ]  |
| 2020/2021 | DKS Dobre Miasto           | brak                                                   | [ 4 ]  |
| 2019/2020 | Błękitni Pasym             | brak                                                   | [ 5 ]  |
| 2018/2019 | Polonia Lidzbark Warmiński | Pisa Barczewo                                          | [ 6 ]  |
| 2017/2018 | Czarni Olecko              | brak                                                   | [ 7 ]  |
| 2016/2017 | Błękitni Pasym             | Pisa Barczewo                                          | [ 8 ]  |
| 2015/2016 | Orlęta Reszel              | brak                                                   | [ 9 ]  |
| 2014/2015 | Śniardwy Orzysz            | Tęcza Biskupiec                                        | [ 10 ] |
| 2013/2014 | Start Kozłowo              | Warmia Olsztyn                                         | [ 11 ] |
| 2012/2013 | Victoria Bartoszyce        | Mazur Ełk                                              | [ 12 ] |
| 2011/2012 | Omulew Wielbark            | DKS Dobre Miasto                                       | [ 13 ] |
| 2010/2011 | Znicz Biała Piska          | Mamry Giżycko                                          | [ 14 ] |
| 2009/2010 | OKS 1945 II Olsztyn        | brak                                                   | [ 15 ] |
| 2008/2009 | Pisa Barczewo              | brak                                                   | [ 16 ] |
| 2007/2008 | Błękitni Pasym             | Rominta Gołdap, Mazur Ełk, Tęcza Biskupiec, MKS Korsze | [ 17 ] |
| 2006/2007 | Czarni Olecko              | Vęgoria Węgorzewo                                      | [ 18 ] |
| 2005/2006 | MKS Szczytno               | Mamry Giżycko                                          | [ 19 ] |
| 2004/2005 | DKS Dobre Miasto           | Płomień Ełk                                            | [ 20 ] |
| 2003/2004 | Victoria Bartoszyce        | Rominta Gołdap                                         | [ 21 ] |
| 2002/2003 | MKS Korsze                 | Warmia Olsztyn                                         | [ 22 ] |